# Magashegy
Magashegy (régi nevén Neudóhegy németül: Neudauberg) Burgóhegy-Magashegy településrésze, egykor önálló község Ausztriában Burgenland tartományban a Németújvári járásban,

## Fekvése
Németújvártól 24 km-re északnyugatra a Lapincs bal partján, a régi magyar határ mellett fekszik. A mai község északi részét képezi. Részei Guldner, Eck, Lies, Limböcken, Mitterberg, Ringberg, Sauberg, Wampl, és Wehr.

## Története
A Lapincs folyó völgye a magyar honfoglalás után határőrvidék lett. A mai község területe a 12. századtól kezdett benépesülni, amikor nyugatról német telepesek érkeztek ide. A Burgóhegy, Vörthegy és Neudóhegy vidéke azonban annyiban volt különleges a környező településekhez képest, hogy itt nem történt falu alapítás, hanem hegyes területüket a völgyekben lakók szőlőhegyként használták. Így Magashegy a Lapincs túlpartján fekvő stájerországi Neudau szőlőhegyének számított. A 16. és 17. század során többször érték a vidéket a török hadak és magyar felkelők támadásai. 1713-ban pestisjárvány pusztított. 1789-ben Neudóhegynek gróf Batthyány Károly volt a birtokosa. A település 1795-ben lett önálló.
1691-ben 5, 1693-ban 26, 1732-ben 31, 1750-ben 35 portát számláltak a településen. 1804-ben 52 házában 360 lakos élt. 1869-ben 82 háza és 481 lakosa volt.
Vas vármegye monográfiája szerint " Neudóhegy 98 házában 630 németajkú, r. kath. vallású lakosa van. Stájer határszéli község, melyben gróf Herberstein Zsigmond stájerországi birtokosnak kastélya és a vorraui Augusztinus-szerzetnek nagy pinczéje van. Birtokos herczeg Batthány Fülöp. A község postája Stinácz, távirója Szent-Elek. " 
1910-ben 637, túlnyomórészt német lakosa volt. Az első világháborúban 17 lakosa esett el. A trianoni békeszerződésig Vas vármegye Németújvári járásához tartozott. 1921-ben Ausztria Burgenland tartományának része lett. Az osztrák bevonulás itt sem ment zökkenőmentesen, ugyanis magyar szabadcsapatok egy ideig ellenálltak. Az osztrák csendőrség végül egy halálos áldozat árán augusztus 29-én foglalta el a települést. 1938. március 12-én az Anschlusst követően a két települést az Ostmark Fürstenfelsi körzetéhez csatolták. 1945.áprilisában négy hetes állóháború alakult ki ezen a frontszakaszon.
A második világháborúban Magashegy 31 lakosa esett el a frontokon, 11-en eltűntek és 3 civil  áldozat volt. A háború után a Lapincs a szovjet és a brit megszállási övezet határát képezte. A települést visszacsatolták a Németújvári járáshoz.
1971. január 1-jén Burgóhegyet és Magashegyet közigazgatásilag egyesítették. 2001-ben 596 lakosa volt.

## Nevezetességei
- A Schmidt-kápolna,  a Schmidt-vendéglő előtt áll, a két világháború áldozatainak emlékére épült 1951-ben Leo Graf polgármester költségén.
- A Hammer-képoszlop a Neudauberg 31. szám előtt áll, mintegy 300 éves alkotás. Építési ideje ismeretlen.
- A Feigl-képoszlop a Neudauberg 41. szám alatt a mai községháza előtt áll, 1900-ban készült.